# サンドワーム
サンドワーム (Sandworm) は、ロシア連邦軍参謀本部情報総局(GRU)の主要技術チーム「GTsST」に属するハッカー集団。74455部隊とも呼ばれサイバー攻撃やサイバースパイ活動を担当する。
セキュリティ研究者らによって付けられた別名には、ブラック・エナジー、Telebots、ブードゥー・ベア、アイアン・バイキングなどがある。
2017年にマルウェア「NotPetya」で起こした2017年ウクライナへのサイバー攻撃は被害額が100億ドル（約1兆1,000億円）を超え、2022年時点において史上最高額の被害を出したサイバー攻撃となっている。

## 概要
イギリスの政府通信本部(GCHQ)は、ロシア軍の情報機関であるGRUと関係があるとしているが、ロシア政府はこの主張をきっぱりと否定している。
主に隣国ウクライナを標的とした活動を展開しており、ロシアとの緊張状態や対立が高まっている時期に同グループは活発化し破壊的なハッキング活動を行っている。
また2016年以降は活動地域をアメリカやヨーロッパなどにも広げている。
2017年に100億ドルの被害が出たことでアメリカ政府は「史上最も破壊的で損害の大きいサイバー攻撃」と表現した。
2020年10月19日、アメリカの連邦大陪審は、74455部隊の幹部とされるロシア国籍の6人を起訴した。全員がコンピュータ詐欺や不正使用の共謀罪、電信詐欺、保護されたコンピュータの損壊、および加重ID窃盗の罪で起訴され、その内5人はハッキングツールを開発した罪、1人はさらに2018年冬季オリンピックに対するスピアフィッシング攻撃を行い、ジョージア議会の公式ドメインをハッキングしようとした罪に問われた。

## 関与したとされるサイバー攻撃
- 2015年12月のウクライナ送電網へのサイバー攻撃（英語版）
  - サンドワームのマルウェア「BlackEnergy」「KillDisk」「Industroyer」によって、ウクライナのメディア、送電網、鉄道のシステムがダウン。財務省や年金基金といった政府機関の数百台のPCのデータが破壊された。西部では数時間に及ぶ停電が発生し、約22万5,000人の市民生活にも影響が出た[7][14][15][16][17][18][19][20]。
- 2017年のウクライナへのサイバー攻撃（英語版）
  - ウクライナの会計ソフト「MEDoc」のソフトウェアアップデートを乗っ取り、ワームのように自己増殖する「NotPetya」という破壊的なワイパーを世界中に広めた。ターゲットはウクライナの企業であったが、複数のグローバル企業が被害に遭った[21]。この事件の最終的な被害額は100億ドル（約1兆1,000億円）と見積もられており、2022年時点において史上最高額の被害を出したサイバー攻撃となっている[22]。
- 2017年フランス大統領選挙でマクロン率いる共和国前進を標的としたさまざまな工作[4]
- 2017年から2020年に起きたフランスのIT監視ソフトウェア「サントレオン」を標的とする攻撃キャンペーン[3][23][24]
- 2018年4月のセルゲイ・スクリパリ暗殺未遂事件の捜査妨害
  - ノビチョクを使用したセルゲイ・スクリパリ暗殺未遂事件の捜査を妨害するための関係者や捜査機関へのスピアフィッシング[4]。
- 2018年5月の日本の物流企業を標的にしたサイバー攻撃[8]
- 2018年平昌オリンピックの開会式へのサイバー攻撃
  - イギリスの国家サイバーセキュリティーセンター(NCSC)によると、狙われたのは放送局や大会関係者、スポンサー、スキーリゾートなどで、ワイパー「Olympic Destroyer」を仕込まれコンピューターシステムのデータが消去されたという。IT担当者が異変に気づき、拡散を広めないように感染したコンピューターを取り除き、別のコンピューターと交換することで対応した。この妨害工作は、ロシアがドーピング違反でスポーツ大会から排除されたことへの報復とみられている[25][26]。
- ジョージア（グルジア）の企業および政府機関へのサイバー攻撃
  - 2018年に大手メディアを標的としたスピアフィッシング。2019年にはジョージア国会のネットワークを侵害する取り組みや、広範なウェブサイトの改ざんが行われた[4]。
- マルウェア「Cyclops Blink」の開発
  - 2022年2月、NCSC、CISA、FBI、NSAは、2019年6月から確認されているファイアウォール「WatchGuard」の脆弱性を悪用し、ボットネットを作成することを支援するマルウェア「Cyclops Blink」を開発したのがサンドワームだったとし警告を発した[27][28]。